# Kallistos Ware
Kallistos Ware, ursprungligen Timothy Ware, född 11 september 1934 i Bath, död 24 augusti 2022 i Oxford, var en brittisk teolog, biskop inom den grekisk-ortodoxa kyrkan och en känd grekisk-ortodox akademisk skribent. Från 1982 till pensioneringen 2001 var han biskop av Diokleia. År 2007 blev han utnämnd till  metropolit.